# فتح محمد
فتح محمد (من مواليد 9 أكتوبر 1950) هو لاعب كرة قدم عراقي سابق، لاعب في خط الوسط، لعب مع منتخب العراق لكرة القدم في نهائيات كأس آسيا 1976.لعب للمنتخب الوطني عام 1976.